# Enns
Enns (zastarale česky Enže) je obec v rakouské spolkové zemi Horní Rakousy v okrese Linec-venkov. Městem protéká stejnojmenná řeka, česky nazývaná Enže. Žije zde přibližně 12 tisíc obyvatel.

## Partnerská města
- Dingolfing, Německo
- Zeltweg, Rakousko